# 張廷琰
張廷琰，中國清朝官員，安徽桐城人。
張廷琰為貢生出身。雍正二年（1724年）任福建福清縣知縣，被革職。雍正五年（1727年）擔任臺灣府臺灣縣知縣。翌年，他遭福建總督高其悼彈劾「辦理諸事拘謹執泥，展布不開，不勝台灣縣之任」，又遭革職。